# Philipp Strobandt
Philipp Arnold Wilhelm Strobandt (* 23. März 1804 in Werne; † 29. Mai 1892 in Coesfeld) war ein deutscher Jurist und Politiker.
Strobandt, der katholischer Konfession war, studierte Rechtswissenschaften und wurde Rechtsanwalt. Er wurde Bürgermeister von Coesfeld. 1847 war er stellvertretendes Mitglied des Ersten Vereinigten Landtags (Bernardinus Krauthausen nahm für Coesfeld am Landtag teil). Auf dem Zweiten Vereinigten Landtag 1848 nahm er hingegen teil. 1851 war er Abgeordneter im Provinziallandtag der Provinz Westfalen für den Wahlbezirk West-Münster und die Städte Coesfeld u. a.
Er wurde mit dem Titel eines Geheimen Justizrates und 1873 dem eines Ehrenbürgers von Coesfeld ausgezeichnet.